# Manipulação (ilusionismo)

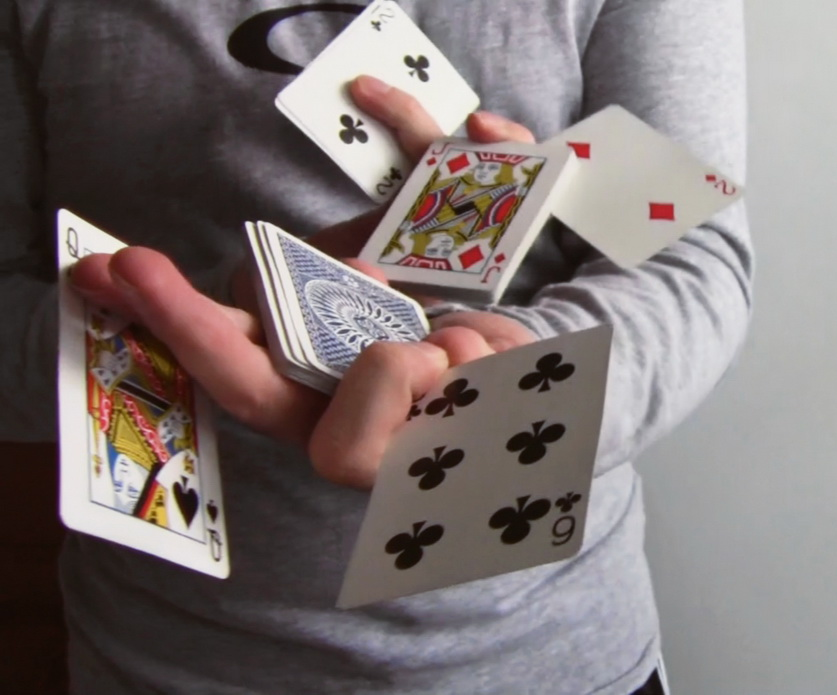
Uma das manipulações mais populares é aquela que é feita com cartas.

Manipulação é a arte de realizar efeitos mágicos utilizando apenas as habilidades manuais do ilusionista. Também designada de prestidigitação, passe-passe , empalmação ou pelotica , em inglês, dá pelo nome de "sleight of hand"  e em francês por "legerdemain", esta categoria do ilusionismo é considerada uma das mais difíceis, por demorar meses e até anos para adquirir os movimentos técnicos que criam as ilusões com perfeição. 
Existem muitas possibilidades dentro da categoria, mas os objetos mais comuns de serem manipulados são: cartas de baralho, moedas, bolas de bilhar, dedais, velas e lenços.
Alguns pioneiros da prestidigitação, mundialmente reconhecidos são, por exemplo, o duo Dan and Dave, Ricky Jay, David Copperfield, Norbert Ferré e Dai Vernon.